# Lingoni
Lingoni (arabisch لينكني) ist eine Stadt auf der Komoreninsel Anjouan im Indischen Ozean. Die Stadt liegt im Tal des gleichnamigen Flusses und befindet sich an einem Gebirgszug auf einer Höhe von ca. 200 m.

## Geografie
Lingoni liegt im Zentrum der Insel im Tal des gleichnamigen Flusses, dessen Zuflüsse in den Hängen von Madzirikini und Hasiaka, Ausläufern des Trindrini, entspringen. Das Flusstal ist dich besiedelt und verläuft nach Süden bis Magnassini-Nindri, wo der Fluss bei Pomoni an der Südküste ins Meer mündet.

## Klima
Lingoni liegt im Tropischen Regenwaldklima. Die Temperaturen sind das ganze Jahr über konstant und liegen zwischen 20 °C und 25 °C.